# Pseudaulacaspis ficicola
Pseudaulacaspis ficicola är en insektsart som beskrevs av Tang 1986. Pseudaulacaspis ficicola ingår i släktet Pseudaulacaspis och familjen pansarsköldlöss. Inga underarter finns listade i Catalogue of Life.